# Gãy xương gót
Bệnh gãy xương gót là tình trạng gãy hay vỡ xương gót chân. Các triệu chứng có thể bao gồm đau, bầm tím, hạn chế đi lại và biến dạng ở gót chân.  Bệnh nhân có thể gãy đồng thời xương vùng háng hoặc lưng.
Bệnh thường xảy ra khi một người đáp đất bằng chân sau khi rơi từ vị trí cao hoặc trong một vụ va chạm xe cơ giới. Chẩn đoán được nghĩ đến qua các triệu chứng và xác định dựa trên X-quang hoặc CT scan.
Nếu trên phim các xương còn nằm đúng vị trí giải phẫu, phương pháp điều trị có thể dùng nẹp bột không cho chống chân trong khoảng 8 tuần. Trường hợp xương không nằm đúng vị trí cần thiết thường cần đến việc mổ chỉnh vị trí. Trả xương về lại vị trí bình thường sẽ có kết quả tốt hơn. Phẫu thuật có thể bị trì hoãn một vài ngày khi da vẫn lành lặn.
Khoảng 2% của tất cả các gãy xương là gãy xương gót Tuy nhiên, chúng chiếm tới 60% gãy xương giữa bàn chân. Gãy xương thể không di lệch có thể lành sau khoảng 3 tháng trong khi các thể gãy nặng hơn có thể mất đến 2 năm. Những vấn đề như viêm khớp và giảm biên độ vận động bàn chân có thể vẫn còn sau điều trị.

## Dấu hiệu và triệu chứng
Triệu chứng thường thấy nhất là đau chói ở vùng gót chân, nhất là khi sờ ấn hay bóp. Bệnh nhân thường có bệnh sử chấn thương gần đây vào vùng gót hoặc té cao. Các triệu chứng khác gồm: bất lực tỳ đè chân bệnh, hạn chế cử động bàn chân, và đi khập khiễng. Khi thăm khám có thể thấy các dấu hiệu phù nề, đỏ, và tụ máu. Khối máu tụ lan đến gan chân được gọi là "dấu Mondor" và đây là dấu chỉ điểm của gãy xương gót. Vùng gót cũng có thể bè ra và phù nề do sự di lệch của thành ngoài xương gót. Tổn thương mô mềm kèm theo cần được đánh giá do có sự liên quan đến những biến chứng nặng (xem bên dưới).

### Các biến chứng
Đánh giá tổn thương mô mềm xung quanh là khía cạnh quan trọng nhất của thăm khám lâm sàng do sự ảnh hưởng của nó đến kết cuộc bệnh lý. Phỏng nước, bóng nước nếu có có thể dẫn đến nhiễm trùng thứ phát nếu không được chú ý điều trị sớm, biến chứng này có thể dẫn đến bệnh viêm cân hoại tử tiến triển hay viêm tủy xương, gây tổn thương vĩnh viễn cơ bắp và xương. Các tổn thương dây chằng và gân xung quanh cũng cần được kiểm tra. Chấn thương gân A-shin (gân gót) có thể có trong gãy xương gót phía sau (Kiểu C). Do gãy xương gót thường do té cao, các chấn thương cùng do nguyên nhân này cần được đánh giá. Gãy lún cột sống xảy ra trong khoảng 10% số bệnh nhân gãy xương gót. Bệnh nhân cần được tiếp cận lâm sàng theo hướng chấn thương; tổn thương cẳng chân, gối, đùi, háng, và đầu cần được loại trừ bằng bệnh sử và thăm khám lâm sàng.

## Nguyên nhân
Gãy xương gót thường được cho là do lực xé cộng với các đường lực nén theo phương xoay (Soeur, 1975). Các lực này thường liên quan đến tổn thương khi một người rơi từ vị trí cao, bị tại nạn xe cộ, hay lực cơ bắp mà các lực này có thể dẫn đến chấn thương gãy xương (cơ chế gián tiếp). Các khía cạnh thường hay bị bỏ qua dẫn đến gãy xương gót là vai trò của bệnh loãng xương và đái tháo đường.
Việc phòng ngừa té ngã và tai nạn giao thông rất giới hạn và thường trong các trường hợp đặc thù cần tránh. Nguy cơ gãy do áp lực cơ có thể giảm bằng cách tập luyện giãn cơ và chịu tải, như tập sức cơ. Thêm vào đó, giày dép có ảnh hưởng đến các lực gây gãy xương gót và có thể phòng chống gãy xương. Một nghiên cứu năm 2012 thực hiện bởi Salzler chỉ ra rằng xư hướng mang giày dép tối giản và chạy chân trần có thể dẫn đến nhiều loại gãy mỏi trong đó có gãy xương gót.

### Loãng xương
Mật độ khoáng xương giảm dần theo tuổi. Mất xương do loãng xương có thể phòng tránh bằng việc dùng đủ vitamin C và vitamin D, đi kèm với tập thể dục và không hút thuốc. Một nghiên cứu bởi Cheng và cộng sự năm 1997, kết luận rằng mật độ xương cao hơn có nguy cơ gãy vùng xương gót thấp hơn.

### Đái tháo đường
Vào năm 1991, Kathol thực hiện một nghiên cứu cho thấy có sự tương quan giữa gãy bong điểm bám xương gót (một thể gãy mà gân gót giật gãy một mảnh xương khi co cơ) và bệnh đái tháo đường. Dân số tiểu đường dễ bị gãy xương và các biến chứng cản trở lành thương và nhiễm trùng, thậm chỉ có thể dẫn đến đoạn chi thể. Tiểu đường có thể kiểm soát và phòng ngừa bằng chế độ ăn uống và tập thể dục.

## Chẩn đoán

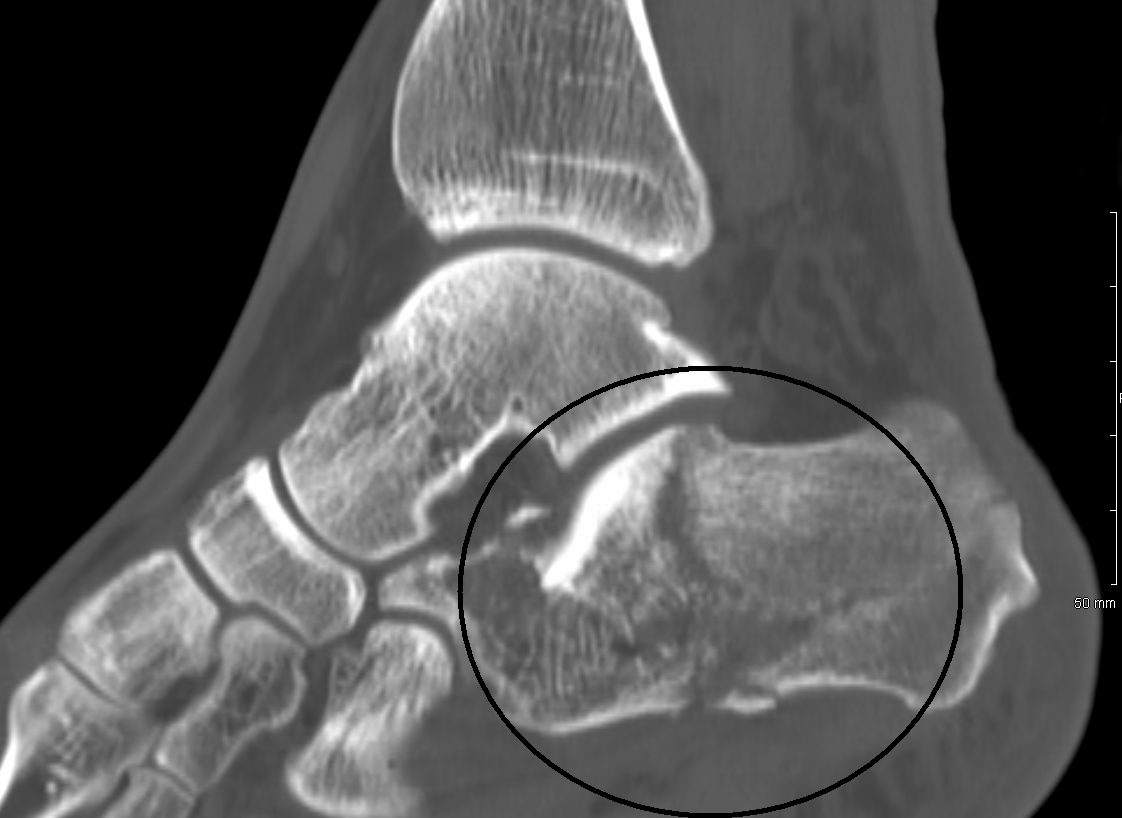
Hình ảnh gãy xương gót trên CT

Xquang truyền thống thường là công cụ đánh giá đầu tiên khi nghi ngờ đến gãy xương gót. Các góc chụp nên dùng gồm (a)trục, (b) trước sau, (c) nghiêng, (d) các góc chụp tư thế gấp mu và xoay trong bàn chân. Tuy nhiên, phim Xquang thường rất giới hạn trong việc định hình giải phẫu xương gót, nhất là vùng khớp dưới sên. Phim CT hiện nay là phép chẩn đoán hình ảnh tốt nhất đển đánh giá tổn thương xương gót và đã thay thế phim Xquang trong việc phân loại gãy xương gót. Hai góc phim trục và trước được ghi hình để nhìn đủ được các khớp gót, dưới sên, gót hộp và sên ghe.

### Phân loại

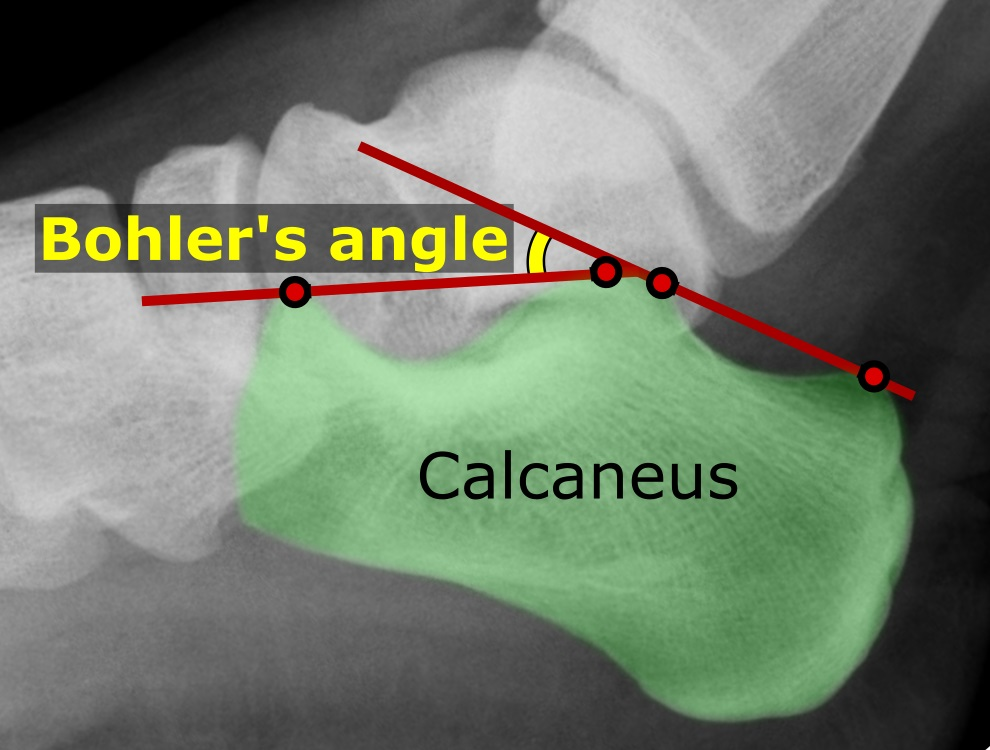
Góc Bohler

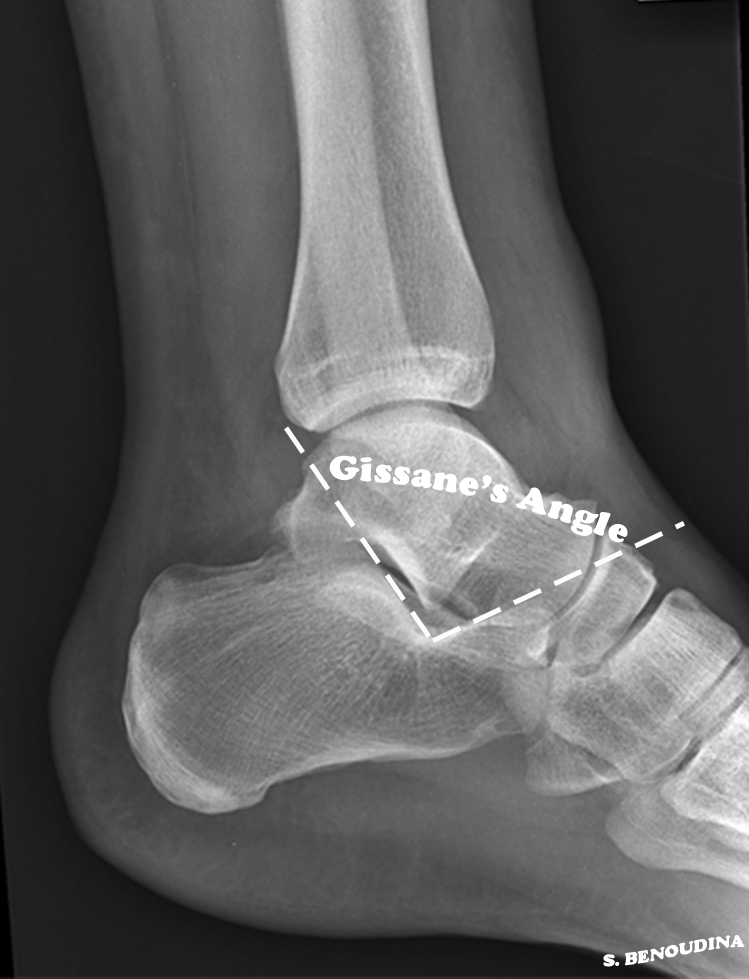
Góc Gissane

Xương gót là xương lớn nhất trong các xương cổ chân và khớp với xương hộp ở phía trước, xương sên ở phía trên. Nó chịu trách nhiệm truyền tải phần lớn trọng lượng cơ thể từ xương sên xuống đất.
Gãy xương gót được chia thành gãy phạm khớp và gãy ngoài khớp dựa trên việc có tổn thương vào khớp dưới sên hày không. Gãy phạm khớp thường gặp hơn và liên quan đến mặt khớp sên sau của xương gót. Phép đánh giá Sanders nhóm các dạng gãy phạm khớp thành bốn kiểu dựa trên vị trí đường gãy ở diện khớp sau. Gãy ngoài khớp ít gặp hơn và có thể ở bất kì đâu nhưng ngoài khớp dưới sên. Gãy không phạm khớp được phân loại dựa trên vị trí gãy ở phía trước (kiểu A), giữa (kiểu B) hay sau (kiểu C).
Góc Gisane là góc tạo bởi hai dốc xuống và lên của mặt trên xương gót. Trên phim phía ngoài, góc Gissane > 130° gợi ý đến gãy ở mặt khớp dưới sên sau. Góc Bohler, hay "góc lồi củ", là một địa chỉ giải phẫu thông thường khác được đọc trên phim ngoài. Góc này được tạo bởi giao lộ của 1) một đường từ điểm cao nhất của diện khớp sau đến điểm cao nhất của lồi củ sau, và 2) một đường từ đỉnh điểm diện khớp sau đến điểm cao nhất trên diện khớp trước. Góc Bohler thường khoảng 25° đến 40°. Góc này giảm chỉ điểm cho việc gãy xương gót.
Hệ thống đánh giá Sanders là hệ thường dùng nhất để phân loại các thể gãy phạm khớp. Có tổng cộng 4 dạng:
1. Gãy kiểu I là gãy không di lệch (di lệch < 2 mm).
2. Gãy kiểu II có một đường gãy phạm khớp chia xương gót thành 2 mảnh.
  - Kiểu IIA: gãy ở khoảng ngoài của xương gót.
  - Kiểu IIB: gãy ở khoảng giữa của xương gót.
  - Kiểu IIC: gãy ở khoảng trong của xương gót.
3. Gãy kiểu III có hai đường gãy phạm khớp chia xương gót làm 3 mảnh khớp.
  - Kiểu IIIAB: có hai đường gãy, một ngoài và một giữa.
  - Kiểu IIIAC: có hai đường gãy, một ngoài và một trong.
  - Kiểu IIIBC:có hai đường gãy, một ngoài và một giữa.
4. Gãy kiểu IV gồm các thể gãy có ba hoặc nhiều hơn đường gãy phạm khớp.

Gãy không phạm khớp gồm tất cả các dạng gãy không phạm vào diện sau của khớp dưới sên.
- Kiểu A phạm vùng xương gót trước.
- Kiểu B phạm vùng xương gót giữa. Vùng này gồm có mỏm chân đế sên, ròng rọc mác và mỏm ngoài lồi củ.
- Kiểu C phạm vùng xương gót sau, gồm có lồi củ sau và mỏm trong lồi củ.